# Bouktouf
Le bouktouf est un velouté traditionnel algérien.

## Description
Le bouktouf est préparé avec de l'huile d'olive, des pommes de terre, des courgettes, des tomates, des oignons, puis parfumé au jus de citron et à la coriandre.